# Middlethorpe (North Yorkshire)
Middlethorpe – osada w Anglii, w hrabstwie North Yorkshire, w dystrykcie (unitary authority) York. Leży 3 km od miasta York. W 1891 roku civil parish liczyła 128 mieszkańców. Middlethorpe jest wspomniana w Domesday Book (1086) jako Torp.